# Karl Marek
Karl Marek (5. února 1860 Cheb – 21. dubna 1923 Vídeň) byl rakousko-uherský, respektive předlitavský státní úředník, finanční odborník, bankéř, a politik, v roce 1916 ministr financí Předlitavska.

## Biografie
Vystudoval v letech 1878–1882 absolvoval práva na Karlo-Ferdinandově univerzitě v Praze. Od roku 1883 působil jako státní úředník na okresním hejtmanství v Plzni. Později byl zaměstnán na okresním finančním ředitelství v Litoměřicích. Zde organizoval výběr nově zavedených nepřímých daní jako daně z lihovin, piva a cukru. Od roku 1891 přešel na zemské finanční ředitelství v Praze. Roku 1892 byl jmenován daňovým inspektorem v Bukovině. Zasloužil se o modernizaci finanční správy v této zemi. Od roku 1898 působil na finančním ředitelství v Štýrském Hradci. V letech 1900–1905 vyučoval účetnictví jako docent na univerzitě ve Štýrském Hradci. Roku 1905 přešel na ministerstvo financí, kde se následujícího roku stal ministerským radou, roku 1911 rozpočtovým referentem a roku 1912 sekčním šéfem se zodpovědností za odbor monopolů. Byl hodnocen jako vynikající organizátor a odborník na správní reformu (zejména v rozpočtových a účetních otázkách).
Za druhé vlády Ernesta von Koerbera se stal ministrem financí. Funkci zastával od 31. října 1916 do 20. prosince 1916. Podle dobových pamětníků se Ernest von Koerber a Karl Marek osobně znali, protože chodili na oběd do stejné vídeňské restaurace. Koerber oceňoval Marka jako nebyrokratického úředníka. Friedrich Kleinwaechter ho líčí jako „mimořádně sympatického člověka, rychle chápajícího, energického, se smyslem pro humor, žádného byrokrata.“ Jako ministr ovšem úřadoval v době zhoršující se situace ve státních financích kvůli pokračujícím válečným operacím. Za jeho působení v čele rezortu byla vypsána pátá válečná půjčka.
Po odchodu z vlády se opět vrátil na post sekčního šéfa na ministerstvu financí. Roku 1917 se stal prezidentem Allgemeine Depositenbank. V bankovnictví působil i po zániku monarchie. V roce 1920 nastoupil na pozici prezidenta Export- und Industriebank. Na veřejné funkce musel rezignovat v roce 1922 kvůli zhoršujícímu se zdraví.